# Purple Mountain (Wyoming)
Der Purple Mountain ist ein Berg im westlichen Teil des Yellowstone-Nationalparks im Nordwesten des US-Bundesstaates Wyoming. Sein Gipfel hat eine Höhe von 2593 m und ist Teil der Gallatin-Range in den Rocky Mountains. Er liegt nördlich von Madison Junction über dem Tal des Madison River und gegenüber dem National Park Mountain. Bei Madison Junction fließt der Firehole River in den Madison River.

## Belege
1. ↑  Peakbagger: Purple Mountain. Abgerufen am 30. Dezember 2020.
2. ↑  Geonames: Purple Mountain. Abgerufen am 30. Dezember 2020.